# Lorenzo Gafà

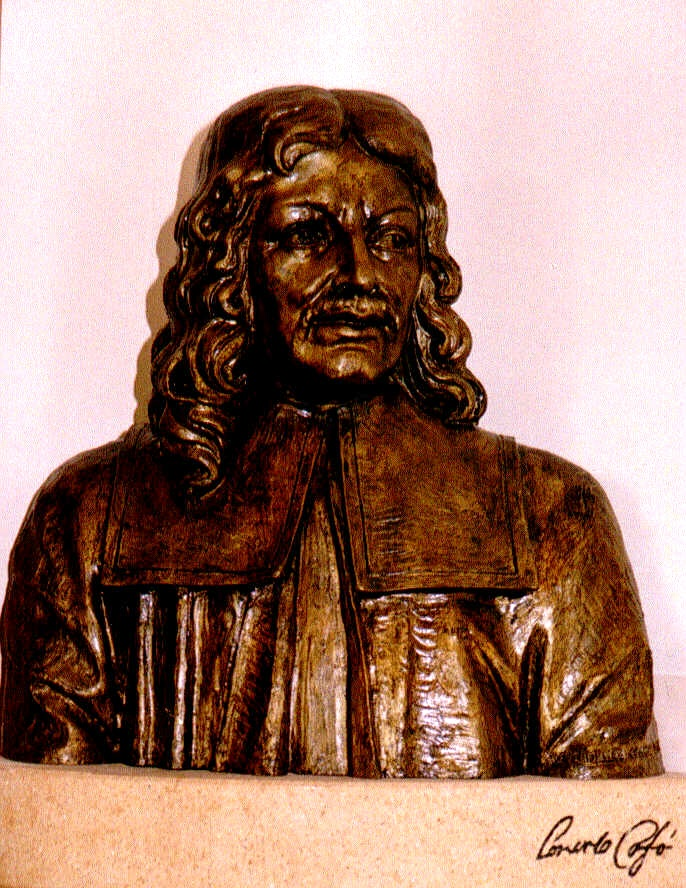
Lorenzo Gafàs Büste (seinem Bruder Melchiorre Cafà zugeschrieben)

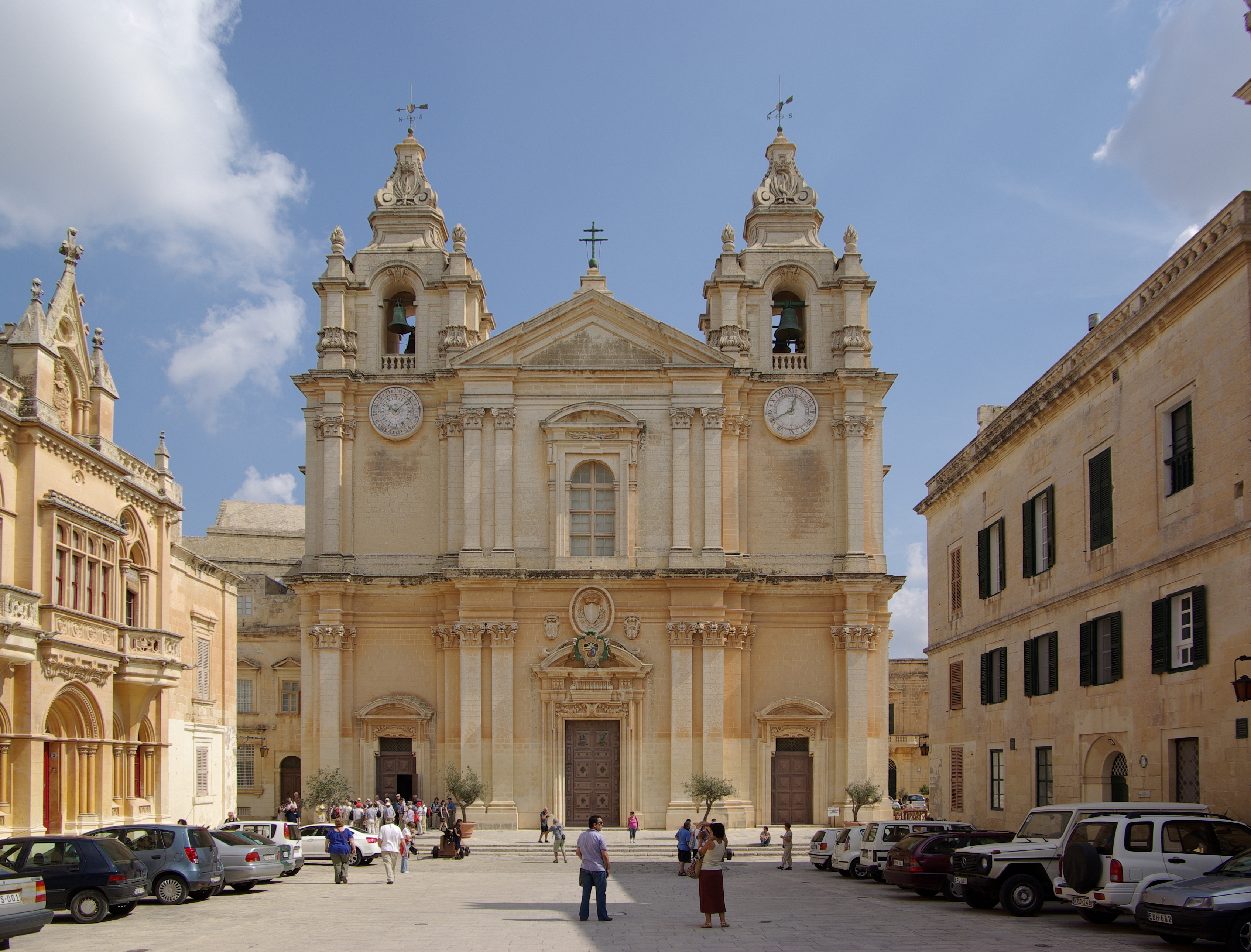
St. Peter und St. Paul (Mdina)

Lorenzo Gafà (auch Lorenzo Cafa, Gafa oder Cafà; * 1630/1638 bei Vittoriosa; † 1703/1704 ebenda) war ein maltesischer Barock-Architekt und Bruder des Bildhauers Melchiorre Gafà.

## Leben
Lorenzo Gafà blieb zeitlebens in Vittoriosa (heute Birgu), Überlieferungen zufolge war er zwischen 1699 und 1700 zum Studium in Rom.
Gafàs Arbeiten zählen zu den wichtigsten Barockwerken Maltas.

## Zugeschriebene Werke (Auswahl)
- St. Nicholas (in Siġġiewi, 1676–1693)
- Sta. Scholastica (in Birgu, 1679)
- St. Peter Martyr (in Marsaxlokk, 1682)
- St. Paul (in Rabat, 1664–1683)
- St. Peter und St. Paul (in Mdina, 1695–1702)
- Kathedrale Mariä Himmelfahrt (Victoria) (1697–1711)
- St. Mary / Sta. Marija (in Qrendi, 1685–1712)
- Tal-Hlas-Kirche (in Qormi, 1690)
- St. Katharina / St. Catherine (in Żejtun, 1692)
- St. Paul’s Shipwreck Church (in Valletta)
- St. Lorenz / St. Lawrence (in Birgu, 1681–1697)

## Würdigung
In der Nähe von Vittoriosa wurde eine Jungenschule nach dem Architekten benannt.